# Mash Confusion
Mash Confusion — дебютний студійний альбом американського реп-гурту A-1, виданий 24 серпня 1999 р. лейблами Sick Wid It Records та Jive Records. Колектив складався з Big Bone і D-Day. Виконавчі продюсери: E-40 й B-Legit. У записі платівки взяли участь Little Bruce, Killa Tay E-40, B-Legit, Phats Bossi та ін.
На «Big Man» існує відеокліп. Пісня «Represent» раніше з'явилася на компіляції 1997 р. Southwest Riders. Для реклами збірки на «Represent» також зняли відео. У ньому можна побачити E-40, B-Legit, Celly Cel та Suga-T.

## Список пісень
1. «Intro» — 1:00
2. «Mathematics» (з участю E-40, Phats Bossi, Nikki Scarfoze та Little Bruce) — 6:04
3. «Keep It to Ya Self» (з участю Filthy Phil) — 5:10
4. «Gangsta's Anthem» (з участю Killa Tay) — 4:08
5. «Big Man» (з участю E-40) — 4:39
6. «What the Fuck Can I Do» — 4:47
7. «Critic Killaz» (з участю The Mossie) — 4:51
8. «Mash Confusion» — 3:26
9. «Struggle N' the Projects» (з участю Harm) — 3:53
10. «Represent» — 4:25
11. «Tryin' to Get It» (з участю B-Legit, Nikki Scarfoze та Mr. Malik) — 3:28
12. «Faces» — 4:19
13. «Niggaz Just Learn» — 4:03
14. «Keep Ya Thang» — 4:02
15. «Minor League Throwdown» (з участю Livin' Proof, K-Cree, I.Q. та A.D.) — 3:49
16. «Little 'Bout Me» — 4:10
17. «Twisted» — 3:57
18. «Outro» — 1:12